# جامعة هوارد
جامعة هوارد، جامعة خاصة مختلطة لاطائفية، وهي إحدى جامعات وكليات السود التاريخية في العاصمة واشنطن. تصنّف حسب تصنيف كارنيجي لمؤسسات التعليم العالي كجامعة بحثية ذات نشاط بحثي كثيف وهي معتمدة من لجنة الولايات الوسطى للتعليم العالي.
منذ بداياتها، لم تعتمد على الطائفية، بل كانت مفتوحة أمام كافة الناس من كلا الجنسين ومن جميع الأجناس. إضافة إلى برنامج البكالوريوس، تدير هوارد برامج دراسات عليا في مجال إدارة الأعمال والتمريض والهندسة والصيدلة والقانون والعمل الاجتماعي والتعليم والاتصالات والأدب والعلوم والألوهية والطب وطب الأسنان.
تصنّف هوارد كجامعة من الفئة 1، وتحتل المرتبة الثانية بين جامعات وكليات السود التاريخية حسب تصنيف يو إس نيوز. وهي الوحيدة بين جامعات السود التاريخية التي احتلت مرتبة في أفضل 75 جامعة عام 2015، حسب بلومبيرغ بيزنيسويك. صنّفت «مراجعة برينستون» كلية الأعمال في المرتبة الأولى من حيث فرص طلاب الأقليات وفي المرتبة الخامسة من حيث فرص الطلاب المنافسين. جامعة هوارد مصنّفة في المرتبة الرابعة حسب لينكد إن لأفضل برامج دراسات عليا للتخصصات الإعلامية. صنّفت مجلة القانون الوطنية كلية الحقوق من بين أفضل 25 جامعة في الولايات المتحدة، حيث يعمل خريجوها في أفضل شركات القانون. عام 2011، سمّت هافينغتون بوست جامعة هوارد كأفضل ثاني جامعة في أمريكا من حيث أزياء الطلاب.
هوارد هي أكثر جامعة من جامعات السود التاريخية شمولاً وتخرّج أكبر عدد من السود حاملي درجة الدكتوراة.

## معرض صور

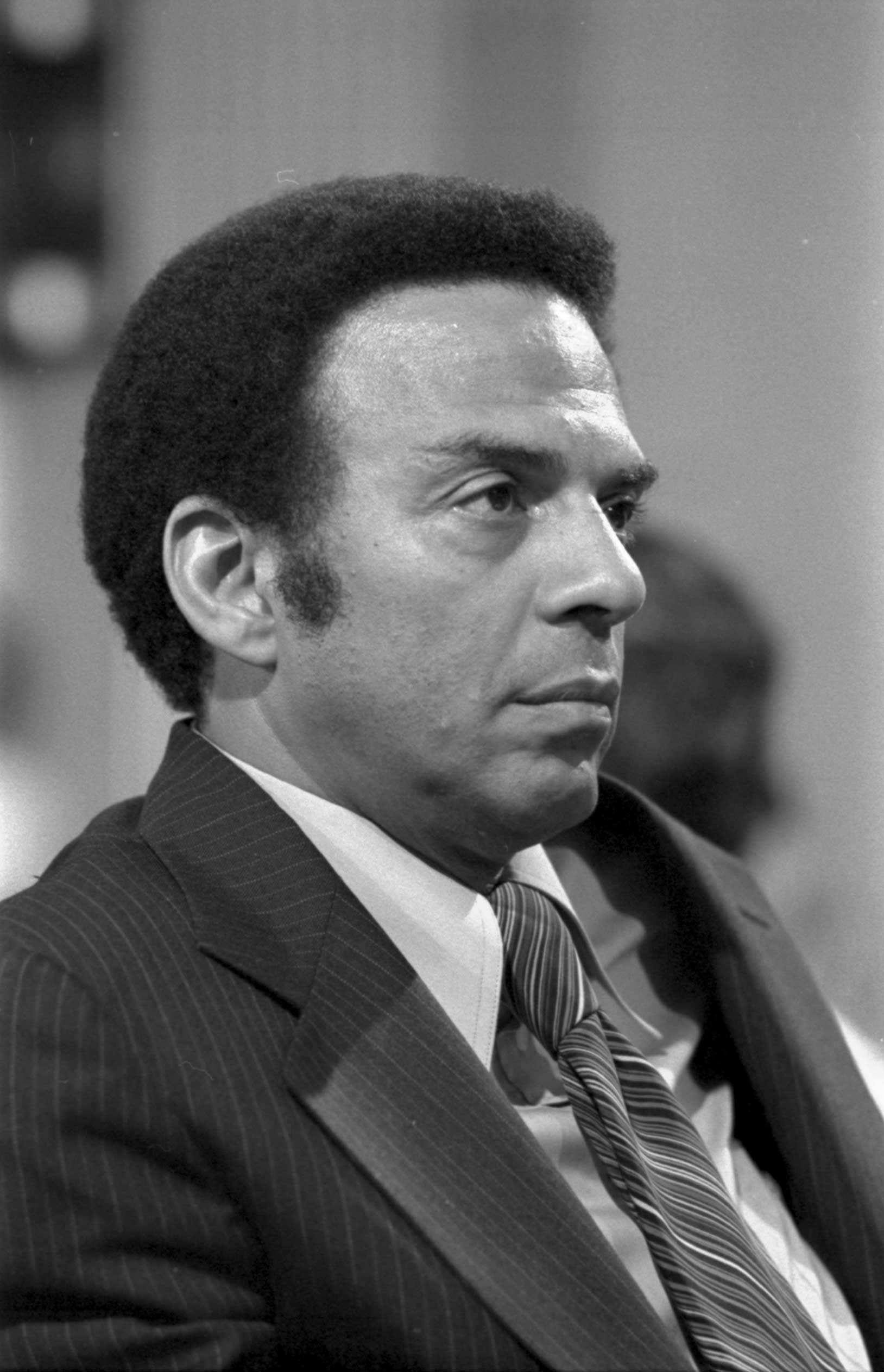
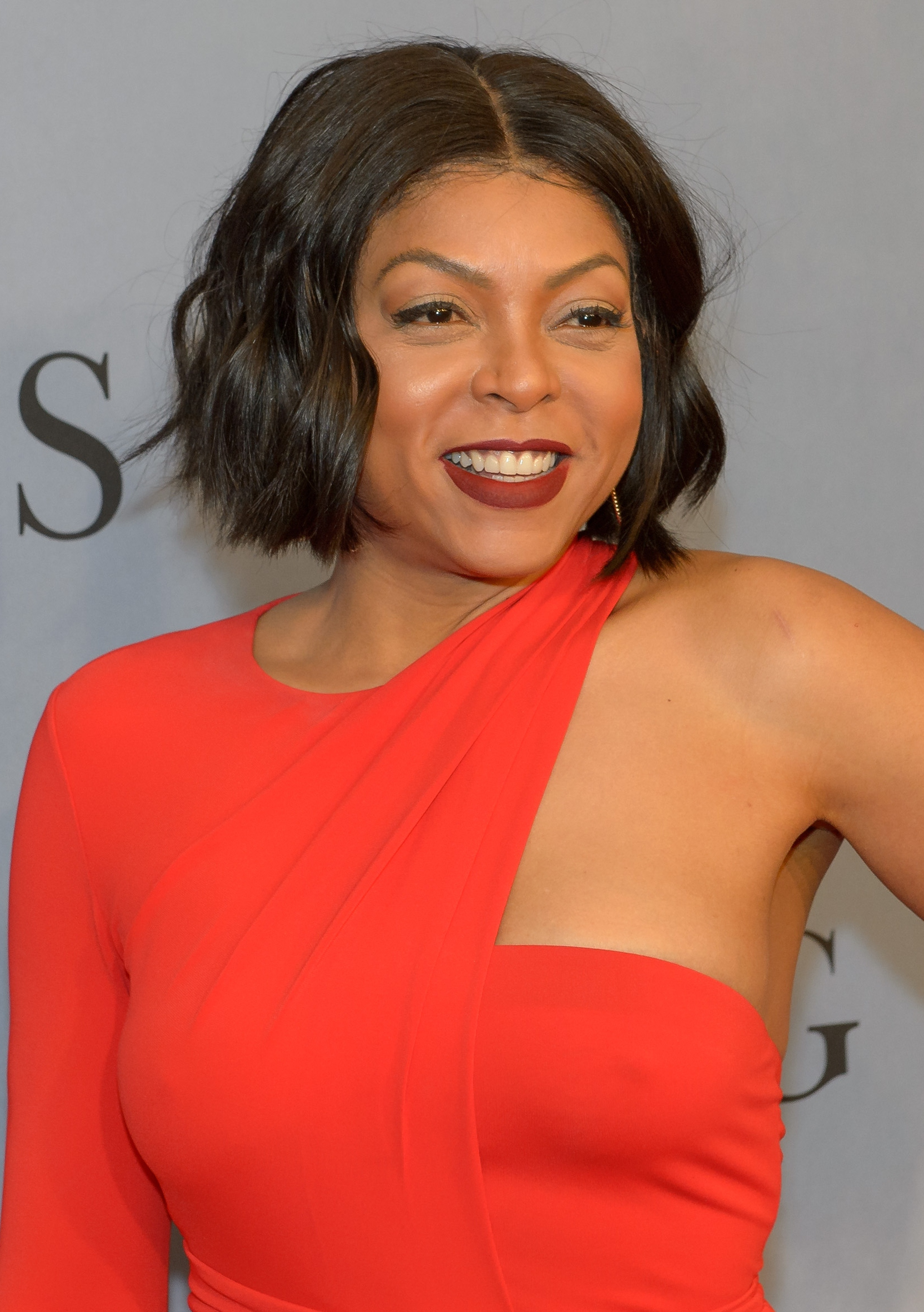
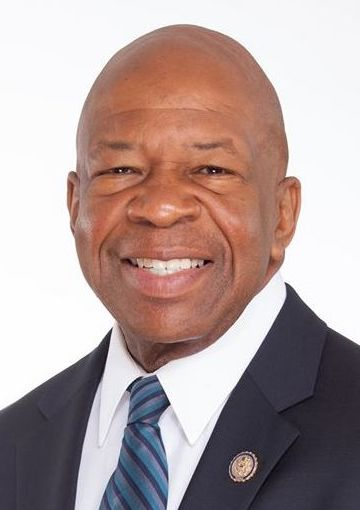
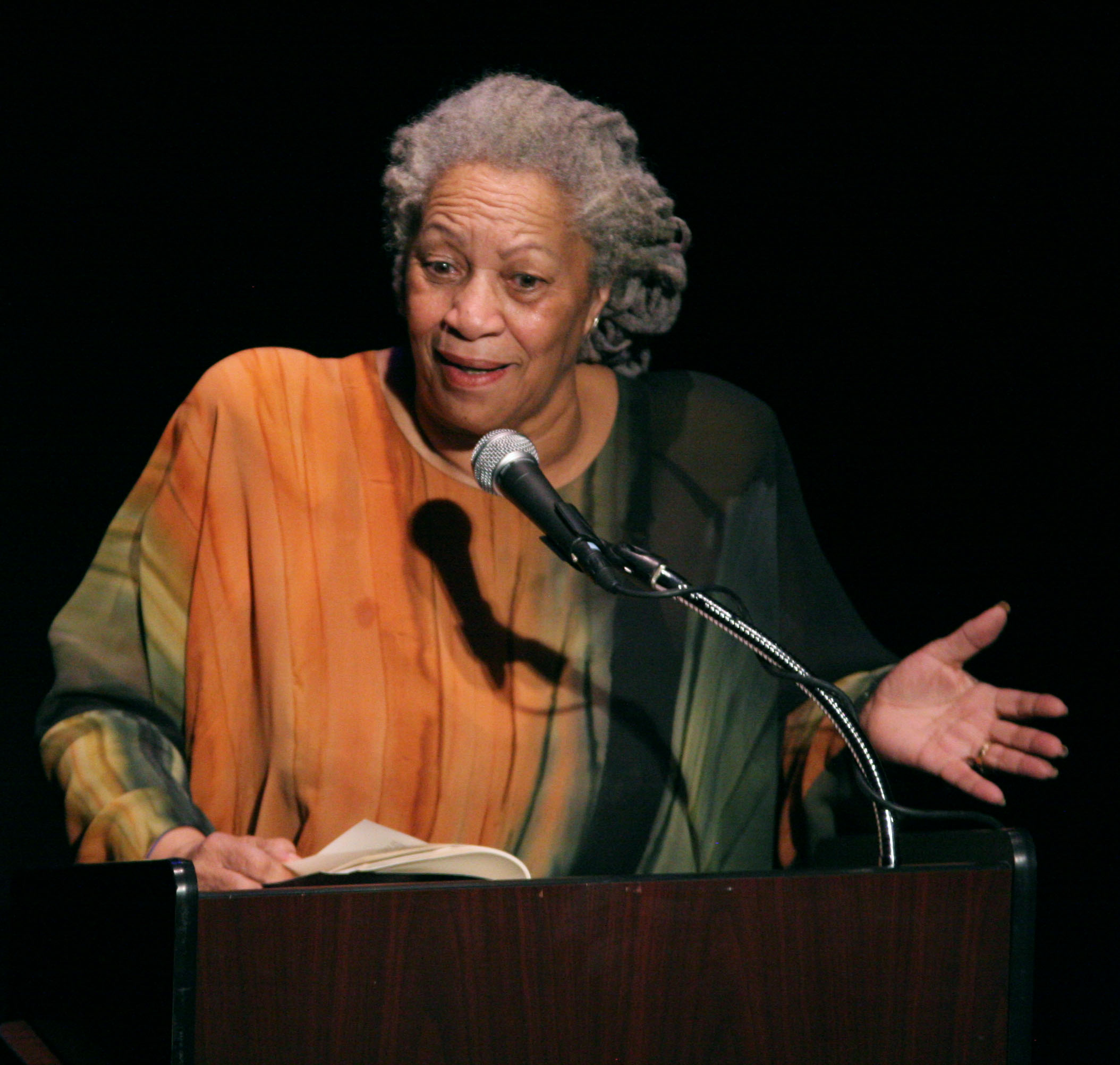
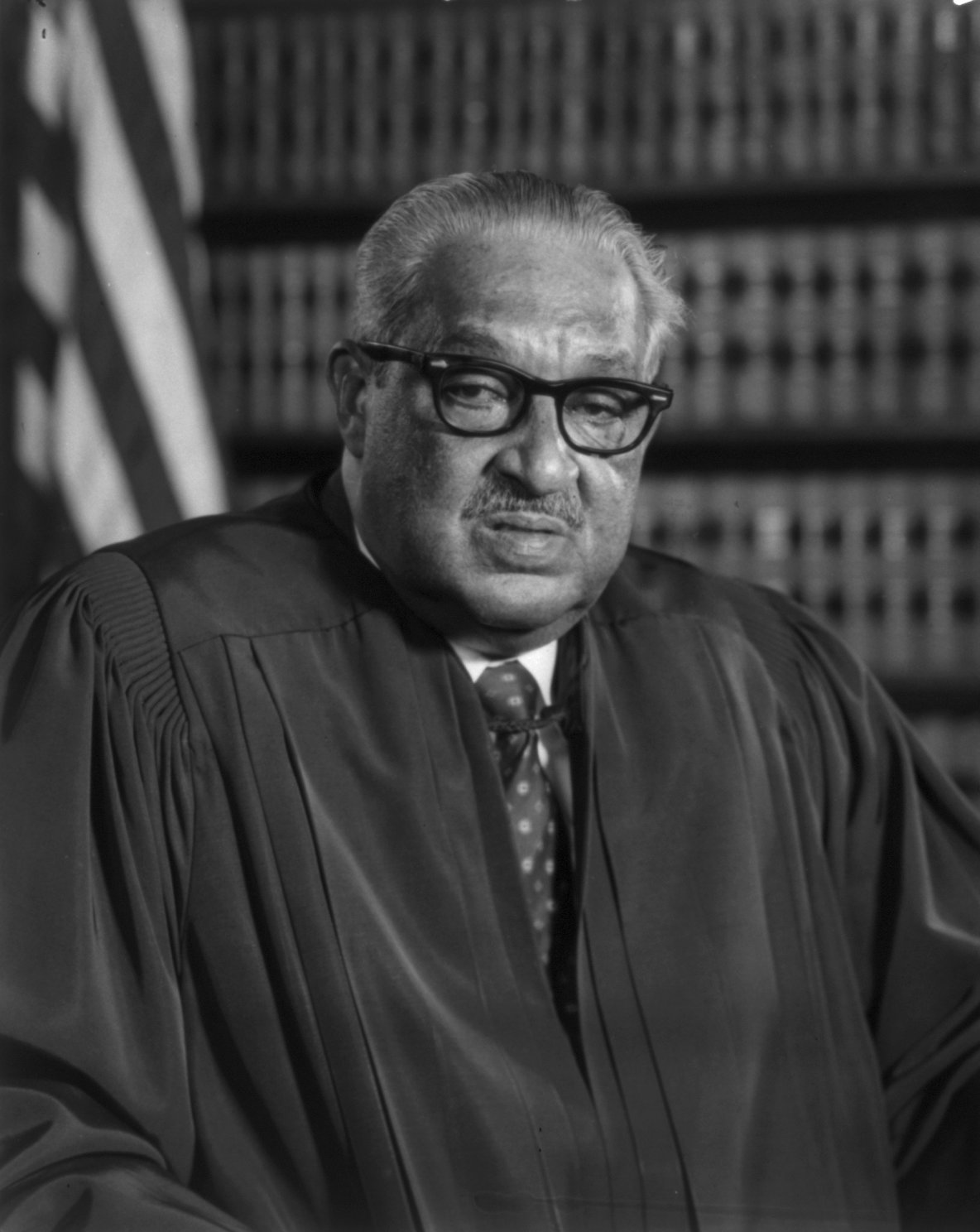
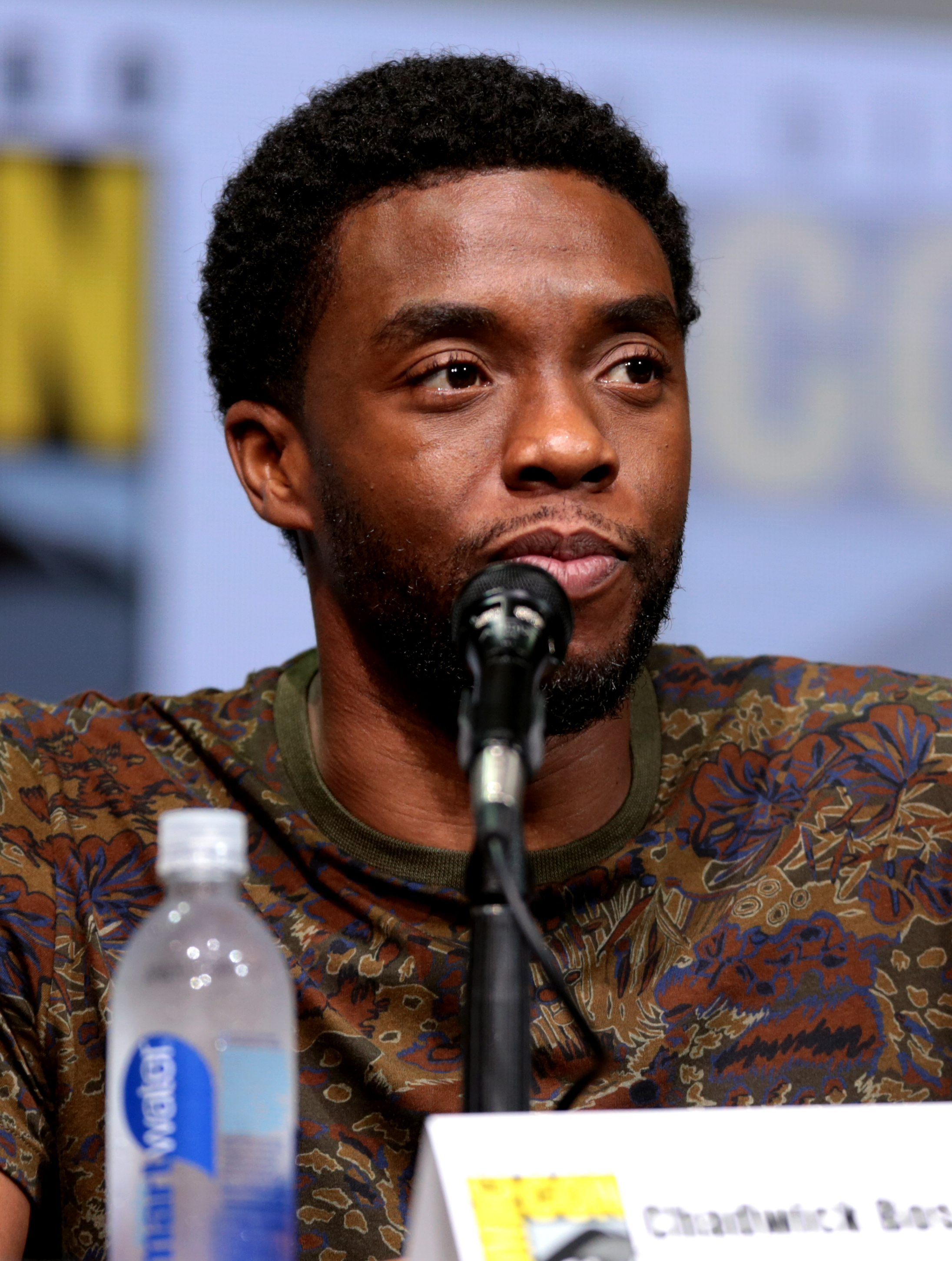

## وصلات خارجية
- الموقع الرسمي
- Howard Athletics website
- جامعة هوارد على مشروع الدليل المفتوح
- "Howard University" . The American Cyclopædia. 1879. {{استشهاد بموسوعة}}: يحتوي الاستشهاد على وسيط غير معروف وفارغs: |1= و|coauthors= (مساعدة)